# 558
Năm 558 là một năm trong lịch Julius.